# Kreatiivmootor
Kreatiivmootor je estonská alternativní rocková skupina, která vznikla v roce 2003 v Tallinnu. Zakládajícími členy byli Roomet Jakapi (zpěv) a Allan Plekksepp (kytara).

## Členové
- Roomet Jakapi – zpěv
- Allan Plekksepp – kytara, basová kytara
- Harri Altroff – klávesy
- Maria Lepik – saxofon
- Ingrid Aimla – perkuse
- Kaur Garšnek – kytara
- Madis Paalo – bicí
- Eerik Hanni – programování[1]

## Diskografie
Alba
- Irratsionaalne (2007, Odessa Records[2])
- Before you think (EP with Pastor Willard)
- Kaleidoskoop (2010[3])

Singly
- Pillerkaar (2006)